# Фантанеле (Теслуј)
Фантанеле (рум. Fântânele) насеље је у Румунији у округу Долж у општини Теслуј. Oпштина се налази на надморској висини од 159 m.

## Становништво
Према подацима из 2011. године у насељу је живело 156 становника.